# Barton Buttress
Barton Buttress (polnisch Filar  Bartona) ist ein Massiv auf King George Island im Archipel der Südlichen Shetlandinseln. Es ragt im Tyrrell Ridge im südlichen Teil der Keller-Halbinsel auf.
Polnische Wissenschaftler benannten es 1984. Namensgeber ist der britische Geologe Colin Munroe Barton (* 1934), der von 1951 bis 1961 für den Falkland Islands Dependencies Survey auf King George Island tätig war.